# 5277 Brisbane
Az 5277 Brisbane (ideiglenes jelöléssel 1988 DO) a Naprendszer kisbolygóövében található aszteroida. Robert H. McNaught fedezte fel 1988. február 22-én.